# 7Q5

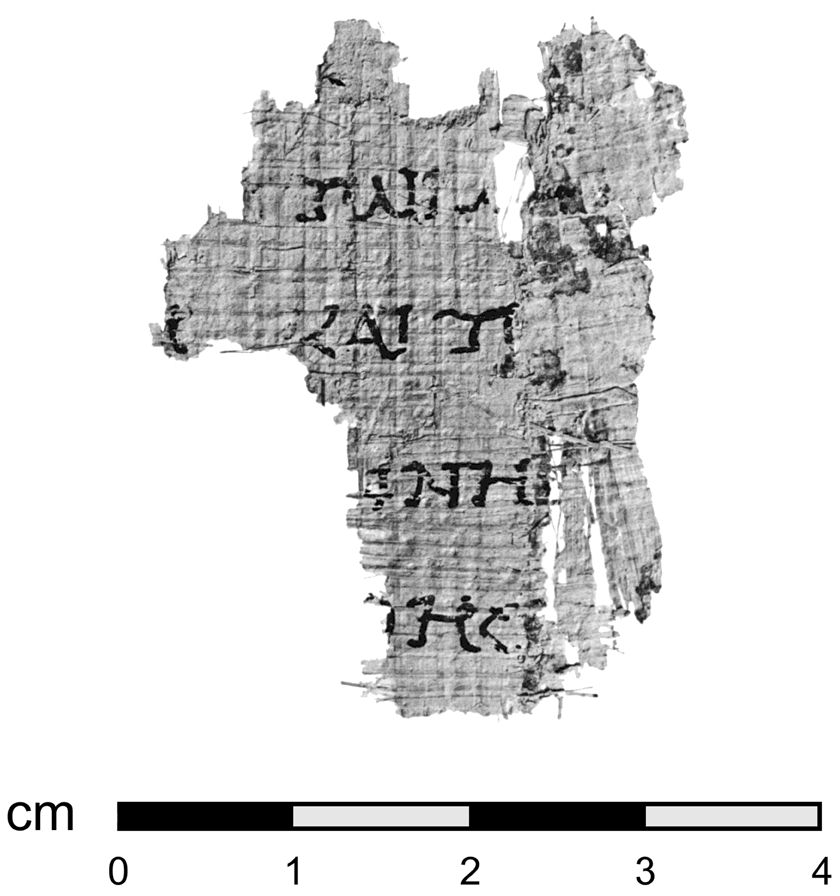
القصاصة 5 التي وجدت في الكهف رقم 7 في قمران.

7Q5 هي قصاصة بردية مكتوبة باللغة اليونانية وجدت في خربة قمران ضمن مخطوطات البحر الميت المكتشفة في الكهف رقم 7، وهي تحتوي على حوالي 18 حرفًا يونانيًا مقروءًا أو مقروءًا جزئيًا تم نشرها سنة 1962م باعتبارها نص غير محدد. حُدد وقت كتابتها في الفترة بين 50 ق.م.-50م وفقًا لقواعد علم الكتابات القديمة. في سنة 1972م، زعم عالم البرديات الإسباني خوسيه أوكالاغان أن البردية كانت في الواقع جزءًا من إنجيل مرقس، الإصحاح 6، الآيات 52-53. لم يقتنع معظم العلماء بهذا الزعم، فيما أيدته أقلية مرموقة من العلماء.